# Roberto Formigoni
Pour les articles homonymes, voir Formigoni.
Roberto Formigoni, né le 30 mars 1947 à Lecco, est un homme politique italien, président de la région Lombardie de 1995 à 2013.

## Biographie
Le 25 juillet 2012, Roberto Formigoni est sous le coup d'une enquête pour corruption, il est accusé par les magistrats de s'être fait offrir des vacances de luxe ou des locations de yachts par l'un des de ses amis. Le 26 octobre 2012, il démissionne avec l'ensemble du conseil régional, à la suite des nombreuses affaires pendantes en son sein.
Élu lors des élections générales italiennes de 2013, le 7 mai 2013, il est élu président de la commission parlementaire permanente à l'Agriculture au Sénat. Le lendemain, il est inculpé dans l'affaire de la fondation Maugeri, une affaire de santé régionale.